# Клахани (Вашингтон)
Клахани (енгл. Klahanie) је градска четврт града Самамиша у америчкој савезној држави Вашингтон.

## Демографија
По попису из 2010. године број становника је 10.674.
| Група             | 2000.    | 2010.         |
| Белци             | 0 (0,0%) | 7.002 (65,6%) |
| Афроамериканци    | 0 (0,0%) | 136 (1,3%)    |
| Азијати           | 0 (0,0%) | 2.553 (23,9%) |
| Хиспаноамериканци | 0 (0,0%) | 550 (5,2%)    |
| Укупно            | 0        | 10.674        |